# Chicago Rockford nemzetközi repülőtér
A Chicago Rockford nemzetközi repülőtér (IATA: RFD, ICAO: KRFD) az Amerikai Egyesült Államok egyik jelentős nemzetközi repülőtere. Illinois államban, Chicagóban található. Éves utasforgalma 224 432 fő (2016).

## Futópályák
A repülőtér futópályái:
- 01/19 (8200 ft, 150 ft, aszfalt)
- 07/25 (10 002 ft, 150 ft, aszfalt)

## Forgalom
Az utasforgalom az elmúlt években az alábbi módon változott:
| Utasok száma | 210 406 | 210 016 | 189 697 | 224 432 | 225 724 | 213 420 | 233 534 |
|              | 2012    | 2014    | 2015    | 2016    | 2017    | 2018    | 2019    |

## Légitársaságok és úticélok
2023-ban a Chicago Rockford nemzetközi repülőtérről az alábbi járatok indulnak:

### Személy
| Légitársaság  | Célállomások |
| ------------- | --- |
| Allegiant Air | Las Vegas, Orlando/Sanford, Phoenix/Mesa, Punta Gorda (FL), Sarasota, St. Petersburg/Clearwater Szezonális: Destin/Fort Walton Beach |

### Cargo
| Légitársaság          | Célállomások |
| --------------------- | --- |
| Amazon Air            | Cincinnati, Miami, New York–JFK, Ontario, Portland (OR), Sacramento, San Antonio–Kelly, Tampa, Wilmington (OH) |
| Korean Air Cargo      | Seoul–Incheon |
| Maersk Air Cargo      | Seoul–Incheon |
| United Parcel Service | Anchorage, Baltimore, Burbank, Cleveland, Dallas/Fort Worth, Denver, Des Moines, Detroit, Fargo, Hartford, Houston–Intercontinental, Kansas City, Louisville, Minneapolis/St. Paul, New York–JFK, Newark, Oakland, Ontario, Peoria, Philadelphia, Portland (OR), Sacramento-Mather, Salt Lake City, Seattle–Boeing, South Bend Szezonális: Harrisburg, Manchester (NH) |